# Hortário

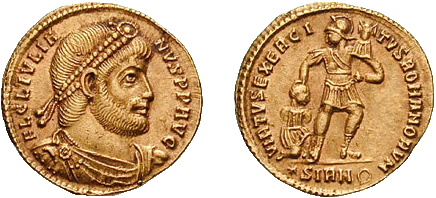
Soldo de Juliano.

Hortário (em latim: Hortarius) foi um rei alamano ativo durante a segunda metade do século IV. Nada de sabe sobre seu parentesco, embora seja provável que fosse pai do comandante homônimo, ativo c. 372. Esteve entre os chefes alamanos que participaram na campanha de 357 que culminaria na decisiva batalha de Argentorato contra o césar Juliano.
Em 358 o distrito alamano sob seu comando foi devastado pelo exército romano e ele foi obrigado a acordar a paz. Em 359, ele permitiu que os romanos usassem seus territórios como base para espionagem. No final do mesmo ano realizou um banquete para os demais co-reis alamanos. Depois do evento, os romanos atacaram-os em seu retorno para seus domínios, mas deixaram as terras de Hortário ilesas.